# Gemeinde Vushtrria

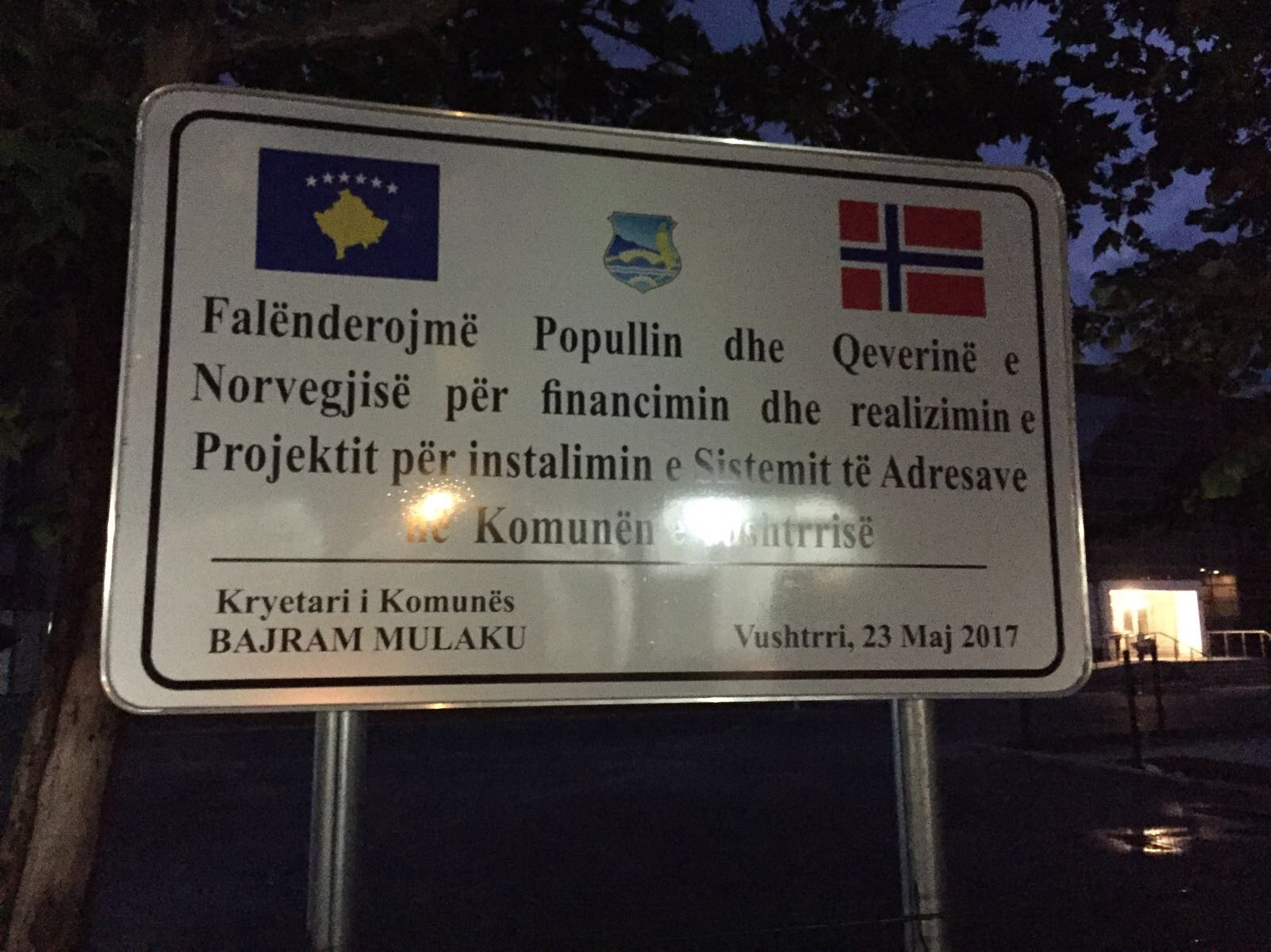
Dankestafel der Gemeinde Vushtrria an Norwegen für Hilfe bei der Gebäudeadressierung (2017)

Die Gemeinde Vushtrria (albanisch Komuna e Vushtrrisë, serbisch Општина Вучитрн Opština Vučitrn) ist eine Gemeinde im Kosovo. Sie liegt im Bezirk Mitrovica. Verwaltungssitz ist die Stadt Vushtrria.

## Geschichte
Die Gemeinde Vushtrria ist mit Beginn des Jahres 1960 als eine der damals 28 kosovarischen Gemeinden neu gegründet worden.

## Geografie
Die Gemeinde Vushtrria befindet sich im Zentrum des Kosovo. Sie grenzt im Norden an die Gemeinde Mitrovica e Jugut, im Osten an die Gemeinde Podujeva, im Süden an die Gemeinde Obiliq, im Südwesten an die Gemeinde Drenas sowie im Westen an die Gemeinde Skënderaj. Insgesamt befinden sich 67 Dörfer in der Gemeinde, ihre Fläche beträgt 345 km². Zusammen mit den Gemeinden Leposavić, Mitrovica, Skënderaj, Zubin Potok und Zvečan bildet die Gemeinde den Bezirk Mitrovica.

## Bevölkerung
Die Volkszählung aus dem Jahr 2011 ergab für die Gemeinde Vushtrria eine Einwohnerzahl von 69.870, davon waren 68.840 (98,53 %) Albaner, 384 Serben, 287 Türken, 143 Aschkali, 68 Roma, 33 Bosniaken, drei Goranen und einer Balkan-Ägypter.
69.359 deklarierten sich als Muslime, 15 als Katholiken, 386 als Orthodoxe und sechs gehörten anderen Konfessionen an.
| Zensus    | 1948   | 1953   | 1961   | 1971   | 1981   | 1991   | 2011   |
| --------- | ------ | ------ | ------ | ------ | ------ | ------ | ------ |
| Einwohner | 30.069 | 34.029 | 39.779 | 50.724 | 65.512 | 80.664 | 69.870 |

| Ethnie    | Albaner | Serben | Bosniaken | Roma | Aschkali | Balkan-Ägypter | Goranen | Türken | Andere | Antwort verweigert | Unbekannt |
| --------- | ------- | ------ | --------- | ---- | -------- | -------------- | ------- | ------ | ------ | ------------------ | --------- |
| Einwohner | 68.840  | 384    | 33        | 68   | 143      | 1              | 3       | 278    | 50     | 17                 | 53        |

| Religion  | Muslime | Orthodoxe | Katholiken | Konfessionslose | Andere | Antwort verweigert | Unbekannt |
| --------- | ------- | --------- | ---------- | --------------- | ------ | ------------------ | --------- |
| Einwohner | 69.359  | 386       | 15         | —               | 6      | 45                 | 59        |

## Orte
| Albanisch          | Serbisch            | Einwohnerzahl (Volkszählung 2011) |
| ------------------ | ------------------- | --------------------------------- |
| Akrashtica         | Okraštica           | 1113                              |
| Balinca            | Balince             | 323                               |
| Banjska            | Banjska             | 891                               |
| Beçiq              | Bečić               | 227                               |
| Beçuk              | Benčuk              | 487                               |
| Begaj              | Novo Selo Begovo    | 1261                              |
| Bivolak            | Bivoljak            | 730                               |
| Boshlan            | Bošljane            | 5                                 |
| Brusnik            | Brusnik             | 404                               |
| Bukosh             | Bukoš               | 1171                              |
| Cecelia            | Cecelija            | 357                               |
| Dalak              | Doljak              | 786                               |
| Dobërlluka         | Dobra Luka          | 1629                              |
| Druar              | Drvare              | 965                               |
| Duboc              | Dubovac             | 493                               |
| Dumnica e Epërme   | Gornja Dubnica      | 284                               |
| Dumnica e Llugës   | Lug Dubnica         | 656                               |
| Dumnica e Poshtme  | Donja Dubnica       | 1379                              |
| Galica             | Galica              | 233                               |
| Gllavatin          | Glavotina           | 391                               |
| Gojbula            | Gojbulja            | 588                               |
| Graca              | Grace               | 424                               |
| Gumnisht           | Gumnište            | 65                                |
| Hercegova          | Hercegovo           | 423                               |
| Karaça             | Karače              | 192                               |
| Kolla              | Kolo                | 554                               |
| Kunovik            | Kunovik             | 13                                |
| Kurillova          | Kurilovo            | 14                                |
| Liqej              | Jezero              | 318                               |
| Lumadh             | Velika Reka         | 1017                              |
| Mavriq             | Mavrić              | 404                               |
| Maxhunaj           | Novo Selo Madžunsko | 2035                              |
| Mihaliq            | Mijalić             | 1242                              |
| Miraça             | Miroče              | 10                                |
| Nedakoc            | Nedakovac           | 268                               |
| Novolan            | Nevoljane           | 1366                              |
| Oshlan             | Ošljane             | 488                               |
| Pantina            | Pantina             | 1422                              |
| Pasoma             | Pasoma              | 744                               |
| Pestova            | Pestovo             | 842                               |
| Prelluzha          | Prilužje            | 558                               |
| Reznik             | Resnik              | 1366                              |
| Ropica             | Ropica              | 763                               |
| Samadrexha         | Samodreža           | 1321                              |
| Sfaraçak i Epërm   | Gornji Svračak      | 353                               |
| Sfaraçak i Poshtëm | Donji Svračak       | 522                               |
| Shala              | Šalce               | 541                               |
| Shlivovica         | Šljivovica          | 14                                |
| Shtitarica         | Štitarica           | 788                               |
| Skoçan             | Skočna              | 5                                 |
| Skroma             | Skrovna             | 114                               |
| Sllakoc            | Slakovce            | 263                               |
| Sllatina           | Slatina             | 491                               |
| Smrekonica         | Smrekovnica         | 1646                              |
| Stanoc i Epërm     | Gornje Stanovce     | 2501                              |
| Stanoc i Poshtëm   | Donje Stanovce      | 1736                              |
| Stroc              | Strovce             | 865                               |
| Studime e Epërme   | Gornja Sudimlja     | 335                               |
| Studime e Poshtme  | Donja Sudimlja      | 777                               |
| Taraxha            | Taradža             | 54                                |
| Tërllobuq          | Trlabuć             | 125                               |
| Vërnica            | Vrnica              | 612                               |
| Vesekoc            | Vesekovce           | 40                                |
| Vilanca            | Viljance            | 387                               |
| Vushtrria          | Vučitrn             | 26964                             |
| Zagora             | Zagorje             | 18                                |
| Zhilivoda          | Žilivoda            | 496                               |

## Politik
| Die Bürgermeister der Gemeinde Vushtrria seit dem Jahr 2000 | Die Bürgermeister der Gemeinde Vushtrria seit dem Jahr 2000 | Die Bürgermeister der Gemeinde Vushtrria seit dem Jahr 2000 |
| Name                                                        | Partei                                                      | Amtszeit                                                    |
| ----------------------------------------------------------- | ----------------------------------------------------------- | ----------------------------------------------------------- |
| Muharrem Shabani                                            | LDK                                                         | 2000–2002                                                   |
| Muharrem Shabani                                            | LDK                                                         | 2002–2007                                                   |
| Bajram Mulaku                                               | PDK                                                         | 2007–2009                                                   |
| Bajram Mulaku                                               | PDK                                                         | 2009–2013                                                   |
| Bajram Mulaku                                               | PDK                                                         | 2013–2017                                                   |
| Xhafer Tahiri                                               | LDK                                                         | 2017–2021                                                   |
| Ferit Idrizi                                                | PDK                                                         | seit 2021                                                   |